# جيمس أو. رودجرز
جيمس أو. رودجرز (بالإنجليزية: James Otis Rodgers)‏ هو لاعب كرة قدم أمريكية ومدرب كرة قدم وسمسار تأمين أمريكي، ولد في 11 أكتوبر 1874 في توليدو في الولايات المتحدة، وتوفي في 17 مايو 1945 في بيلهام مانور في الولايات المتحدة.